# Shenh
Shenh Dessús (francès Chein-Dessus) és un municipi francès situat al departament de l'Alta Garona i a la regió d'Occitània.